# ホームステッド (バージニア州ホットスプリングス)

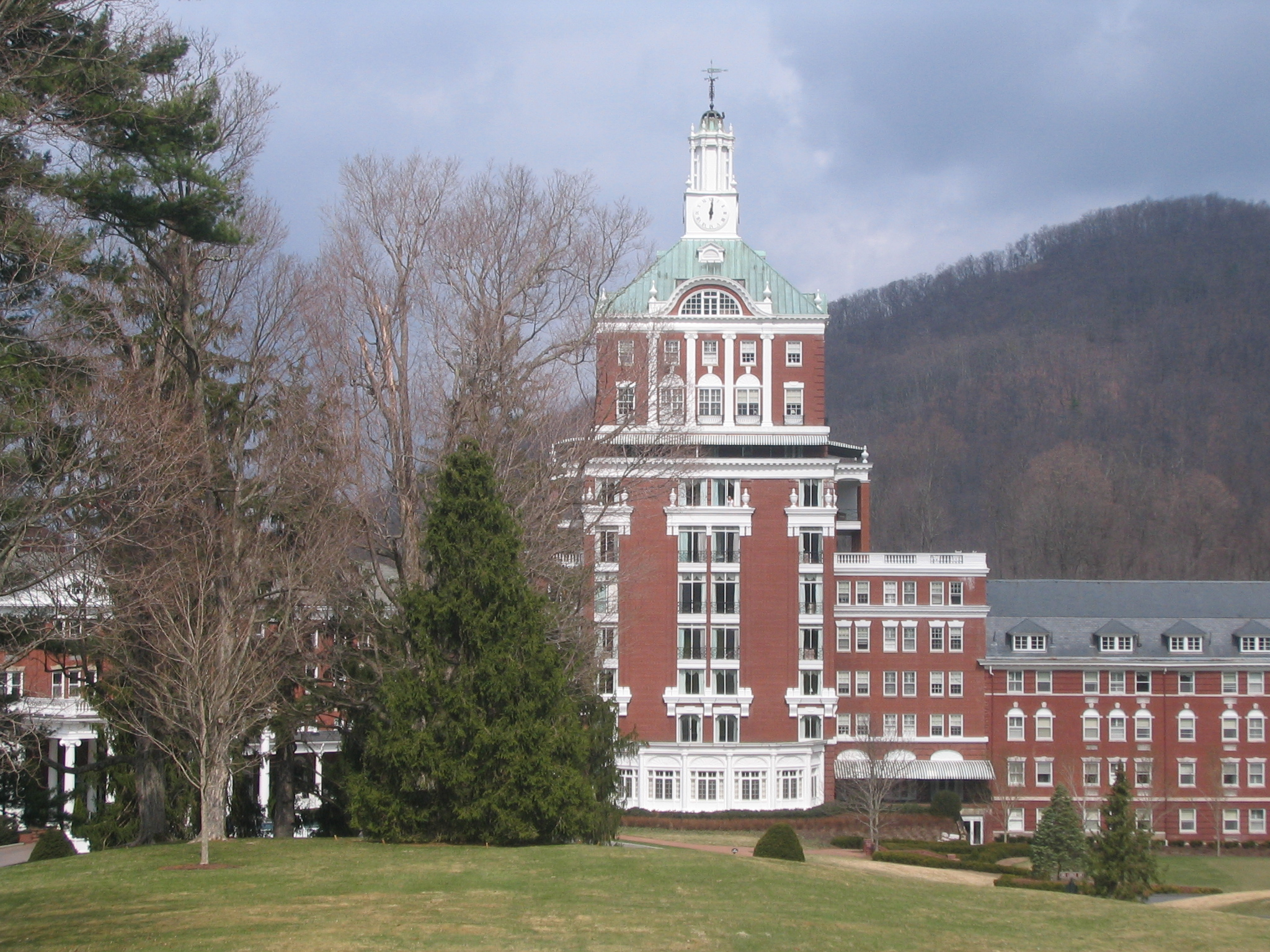
ホームステッドの正面

ホームステッド（The Homestead）は、アメリカ合衆国バージニア州西部、アパラチア山中のホットスプリングスに立地する高級リゾート。バージニア州きっての温泉リゾートであり、ゴルフコース、ゲレンデ、スケートリンクも備えている。植民地時代に建てられた小さな宿屋を起源とする長い歴史を持ち、歴代大統領をはじめ、要人を数多く迎えたこのリゾートは、国家歴史登録財および国定歴史建造物に指定されている。

## 歴史
ホームステッドは植民地時代の1766年、トーマス・ブリットがこの地に建てた小さな宿屋にその歴史を遡る。初期の客には、独立後に大統領となったジョージ・ワシントンやトーマス・ジェファーソンなどもいた。
19世紀末、JPモルガンをはじめとする投資家はこの宿屋を含む一帯を買収し、古い建物を全て取り壊し、1892年にメインとなる高級ホテルを中心とした近代的なリゾートに発展させた。最初に建てられたホテルは1901年に焼失したが、その後すぐにレンガ造のホテルが再建された。1910年には、後に海軍大将、またコネチカット州選出の連邦議会上院議員となったトーマス・C・ハートが新婚旅行でこのリゾートとなったホームステッドを訪れた。
太平洋戦争が開戦すると、ホームステッドは軍に収用され、アメリカ合衆国の駐日外交官が帰国するまでの間、日本の駐米外交官とその家族を収容する施設として使われた。
1976年には、ホームステッドでビルダーバーグ会議が開かれる予定になっていた。しかし、ロッキード事件の影響で会議は中止となった。
ホームステッドは1984年5月3日に国家歴史登録財に、また1991年6月17日に国定歴史建造物に指定された。

## 施設

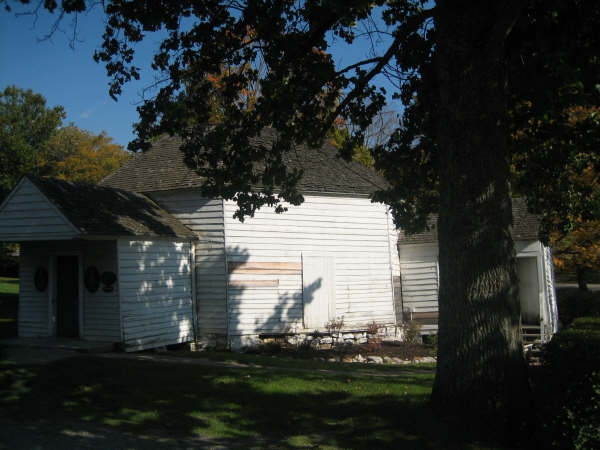
ジェファーソン・プールズ（男湯）

ホームステッドのホテルは一番下のクラシック（Classic）から一番上のプレジデンシャル・スイート（Presidential Suite）まで11タイプ、計483室の客室を有している。すべての客室にはバージニアの伝統的な家具が備えられ、一部の部屋からはアパラチアの山を望むことができる。ホームステッドの客室は全室禁煙である。
ホームステッドの温泉はマッサージやアロマセラピー等とあわせて、保養のみならず治療や美容にも用いられている。ホットスプリングスの北東約8kmに位置するウォームスプリングスには、1761年に建てられ、1818年にトーマス・ジェファーソンがこの地に3週間滞在したときに通っていたことからジェファーソン・プールズと呼ばれている、歴史ある温泉施設が現在も残っており、これもホームステッドの所有となっている。このジェファーソン・プールズも、1969年10月8日にホームステッドに先立って「ウォーム・スプリングス・バスハウジズ」（Warm Springs Bathhouses）として国家歴史登録財に指定されている。
ホームステッドの敷地内には3つのゴルフコースがある。最も歴史の長いオールド・コース（The Old Course）は1892年に6ホールのコースとして始まったもので、1番ホールのティー・グラウンドは、現在まで継続して使用されているものとしては全米で最も長い歴史を持っている。1901年には18ホール全てが揃い、1913年にはドナルド・ロスがこのコースを再設計した。1923年に完成したカスケーズ・コース（The Cascades Course）はホームステッドが有する3つのコースのうち最も著名なもので、ゴルフダイジェスト誌やゴルフマガジン誌でもよく取り上げられる。ロウアー・カスケーズ（The Lower Cascades）は最も新しいコースで、1963年に完成した。1988年には、全米アマチュアゴルフ選手権がホームステッドで開催された。
ホームステッドのゲレンデは1959年に完成したもので、バージニア州内のスキーリゾートとしては最も長い歴史を持っている。北西斜面に設けられたゲレンデには全部で9コースがあり、初心者向け2コース、中級者向け3コース、上級者向け4コースとなっている。リフトは5基設けられており、2人乗りチェアリフトは山頂に向かい、山腹で途中下車すると中級者向けコースへ、山頂まで乗ると上級者向けコースへとスキーヤーを運ぶ。山麓付近の初心者向けのコースは残り4基のリフトでカバーされている。
また、ホームステッドにはスノーボード用のハーフパイプも設けられている。2008年には、30x20フィートのスケートリンクも開設された。

## アクセス
ホームステッドは国道220号線沿いに立地しており、バージニア州西部の中心都市ロアノークからは北へ約110km（所要約1時間30分）、州都リッチモンドからはスタントンまで州間高速道路I-64を利用して西へ約280km（所要約3時間）である。アメリカ合衆国内外から数多くの直行便が就航しているワシントン・ダレス国際空港からは、南西へ約360km、所要約3時間50分の道のりである。

## 註
1. 1 2 3  History at the Homestead. The Homestead.
2. ↑  The Homestead: A Great Hotel Entertains Jap Diplomats as a Patriotic Duty. p.68. Life Magazine. 1942年2月16日.
3. ↑  The Homestead. National Register of Historic Places Nomination Form. National Park Service. （PDFファイル）
4. ↑  Homestead, The. National Historic Landmark Program. National Park Service.
5. ↑  Guest Rooms & Suites. The Homestead.
6. ↑  Spa. The Homestead.
7. ↑  Hot Springs. The Homestead.
8. ↑  About VSGA Archived 2007年12月18日, at the Wayback Machine.. Virginia State Golf Association.
9. ↑  Phillips, John. Ski and Snowboard America - Mid-Atlantic: The Complete Guide to Downhill Skiing, Snowboarding, Cross Country Skiing, Snow Tubing, and More Throughout the Mid-Atlantic Region. p.178. Guilford, Connecticut: Globe Pequot Press. 2001年. ISBN 978-0-7627-0845-1.
10. ↑  Winter Activities at the Homestead. The Homestead. 2010年. （PDFファイル）